# George (Iowa)
Pour les articles homonymes, voir George.
George est une ville du  comté de Lyon, en Iowa, aux États-Unis. Elle est incorporée le 27 mars 1890.

## Source de la traduction
- (en) Cet article est partiellement ou en totalité issu de l’article de Wikipédia en anglais intitulé « George, Iowa » (voir la liste des auteurs).